# Кладовище домашніх тварин (фільм, 2019)
«Кладовище домашніх тварин» (англ. Pet Sematary) — фільм жахів Кевіна Колша та Денніса Відмаєра за однойменним романом Стівена Кінга. У головних ролях: Джон Літгоу і Джейсон Кларк.
Прем'єра в Україні відбулася 4 квітня 2019 року.

## Сюжет
Лікар Луїс Крід (Джейсон Кларк) разом з дружиною Рейчел (Емі Саймец) та двома дітьми переїздить у заміський будинок. Сусід (Джон Літгоу) розповідає йому, що поблизу знаходиться кладовище домашніх тварин і не варто туди зайвий раз ходити. Про місцевість ходять різні чутки і, скоріш за все, не безпідставні. За легендою, тут колись було індіанське кладовище і кожний похований на ньому покійник оживає.

## У ролях
| Актор                       | Роль         |
| --------------------------- | ------------ |
| Джон Літгоу                 | Джуд Крендел |
| Джейсон Кларк               | Луіс Крід    |
| Емі Саймец                  | Рейчел Крід  |
| Наомі Френетт               |              |
| Елісса Брук-Левін           | Зельда       |
| Бюджет Лоранс               | Еллі Крід    |
| Constance St-Denis-Veilleux |              |
| Г'юго Лавой                 |              |
| Соня Марія Чірілла          |              |
| Лукас Лавой                 |              |

## Виробництво
На початку 2010-х студія Paramount планувала випустити нову екранізацію роману Стівена Кінга. Сценарій готували Девід Кайганіч і Метт Грінберг, останній з яких раніше працював над адаптацією розповіді Стівена Кінга «1408», пізніше їх змінив Джефф Бахлер, який написав сценарій за 3 місяці.
У 2015 році Гільєрмо дель Торо заявив, що хотів би зняти екранізацію роману: «Дуже похмурий твір. Неможливо відірватися. Вбив би за можливість зняти фільм за мотивами», — говорив він.
Пізніше режисерувати картину доручили Хуану Карлосу Фреснадільо. Потім, його також замінили.